# Chiquisbil
Chiquisbil är en ort i Mexiko.   Den ligger i kommunen Amatenango de la Frontera och delstaten Chiapas, i den sydöstra delen av landet, 900 km sydost om huvudstaden Mexico City. Chiquisbil ligger 1 497 meter över havet och antalet invånare är 285.
Terrängen runt Chiquisbil är bergig åt nordost, men åt sydväst är den kuperad. Runt Chiquisbil är det ganska tätbefolkat, med 96 invånare per kvadratkilometer. Närmaste större samhälle är Motozintla de Mendoza, 14,5 km sydväst om Chiquisbil. I omgivningarna runt Chiquisbil växer huvudsakligen savannskog.